# Agudo (Rio Grande do Sul)
Agudo is een gemeente in de Braziliaanse deelstaat Rio Grande do Sul. De gemeente telt 17.063 inwoners (schatting 2009).